# ペコちゃん

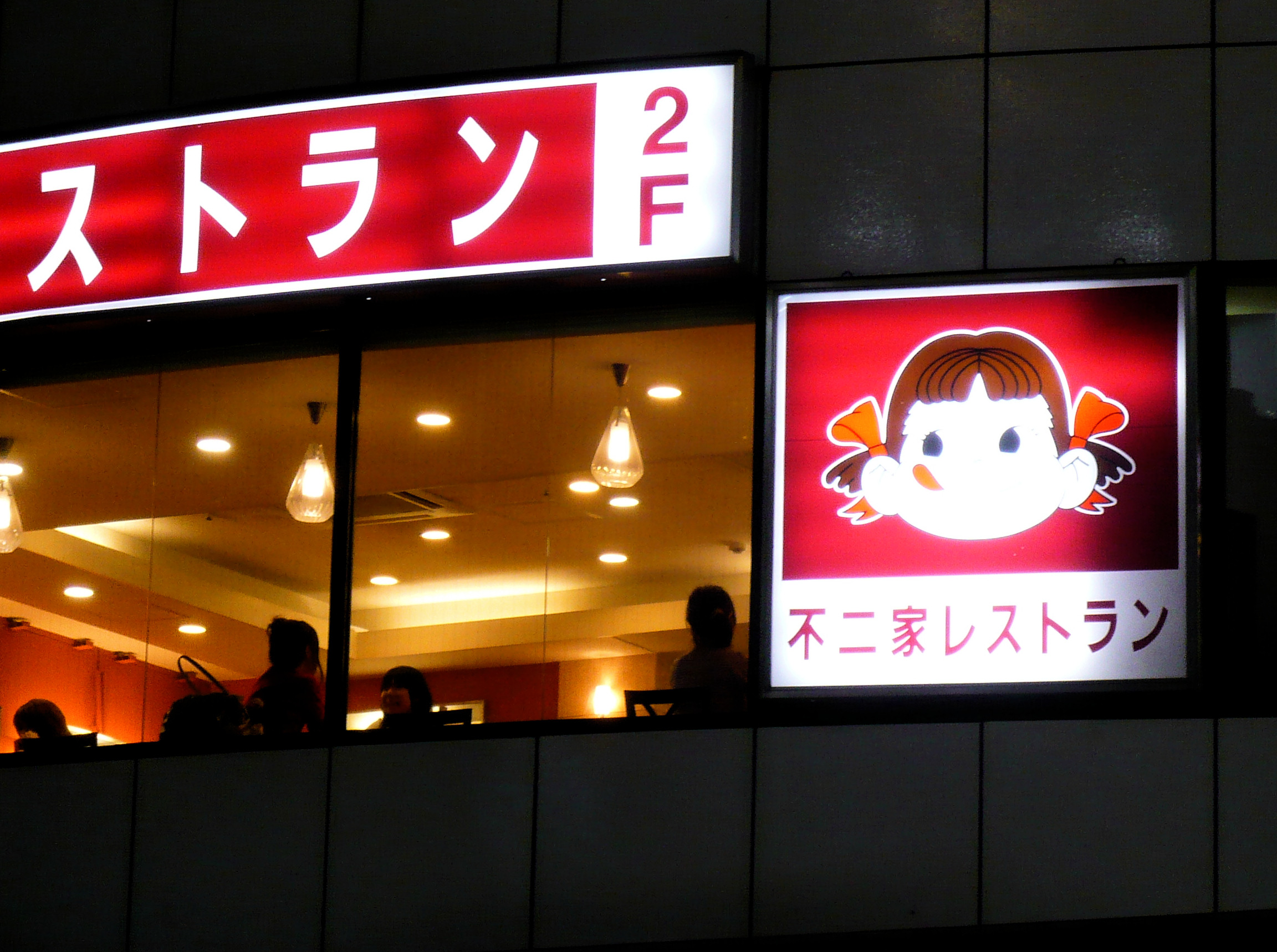
不二家レストランの電飾看板

ペコちゃんは、不二家のマスコットキャラクターである。当初は1950年に発売された同社の菓子「ミルキー」の商品キャラクターとして誕生したが、後に同社全体のマスコットとなった。
ボーイフレンドのポコちゃんについても本項で述べる。

## 概要

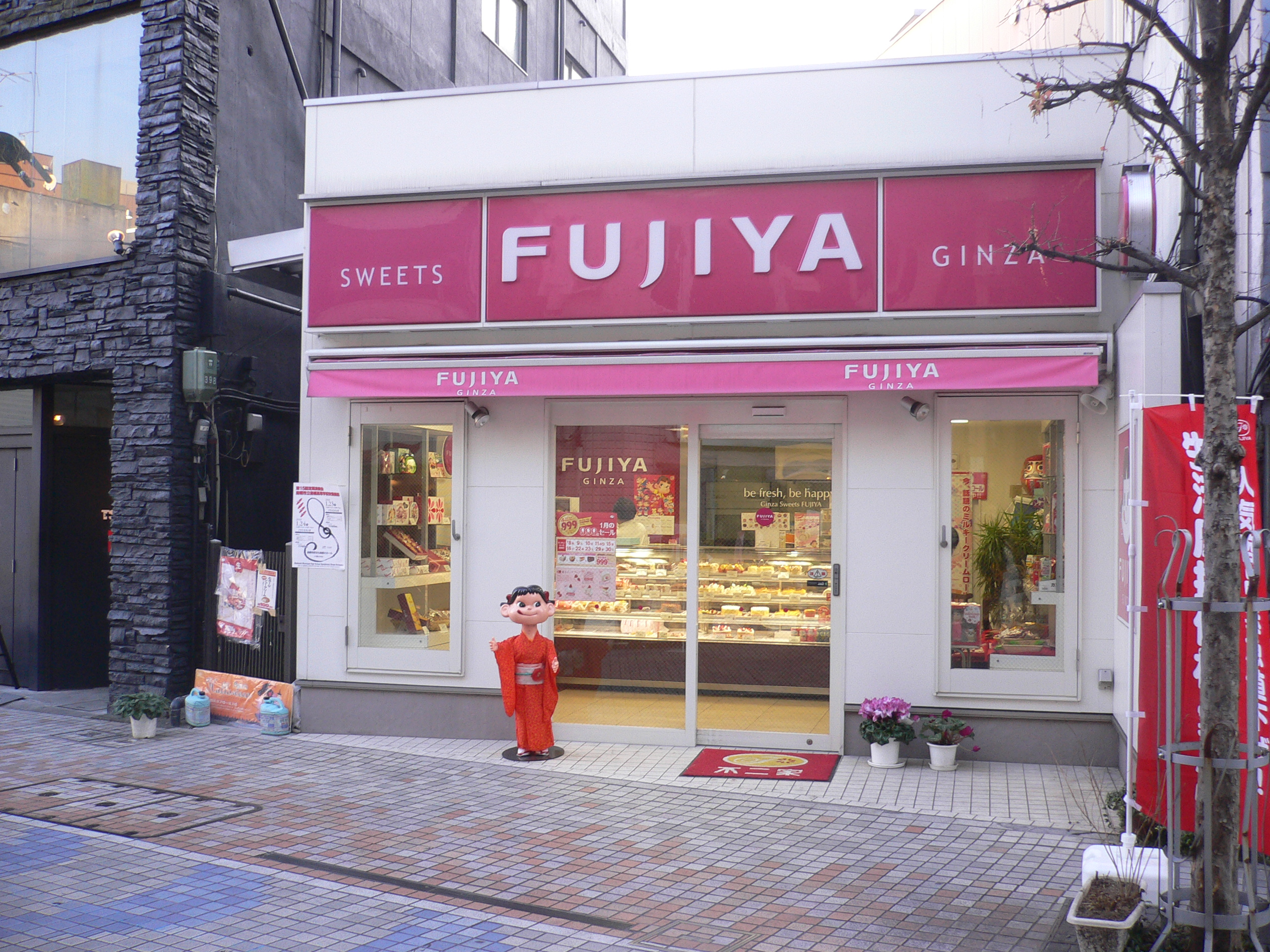
店舗とペコちゃん人形

不二家の各店舗には「ペコちゃん人形」が置かれるなど、同社を代表するキャラクターとなっている。また商品づくりの精神や企業理念を表した、前文および8章からなる「ペコちゃん憲章」（2010年11月現在、不二家公式サイト内には同憲章の記述は見られない）が制定されており、不二家レストランは俗に「ペコちゃん食堂」と呼ばれている。「ペコちゃん人形」は1998年に立体商標第1号として特許庁より認められている。

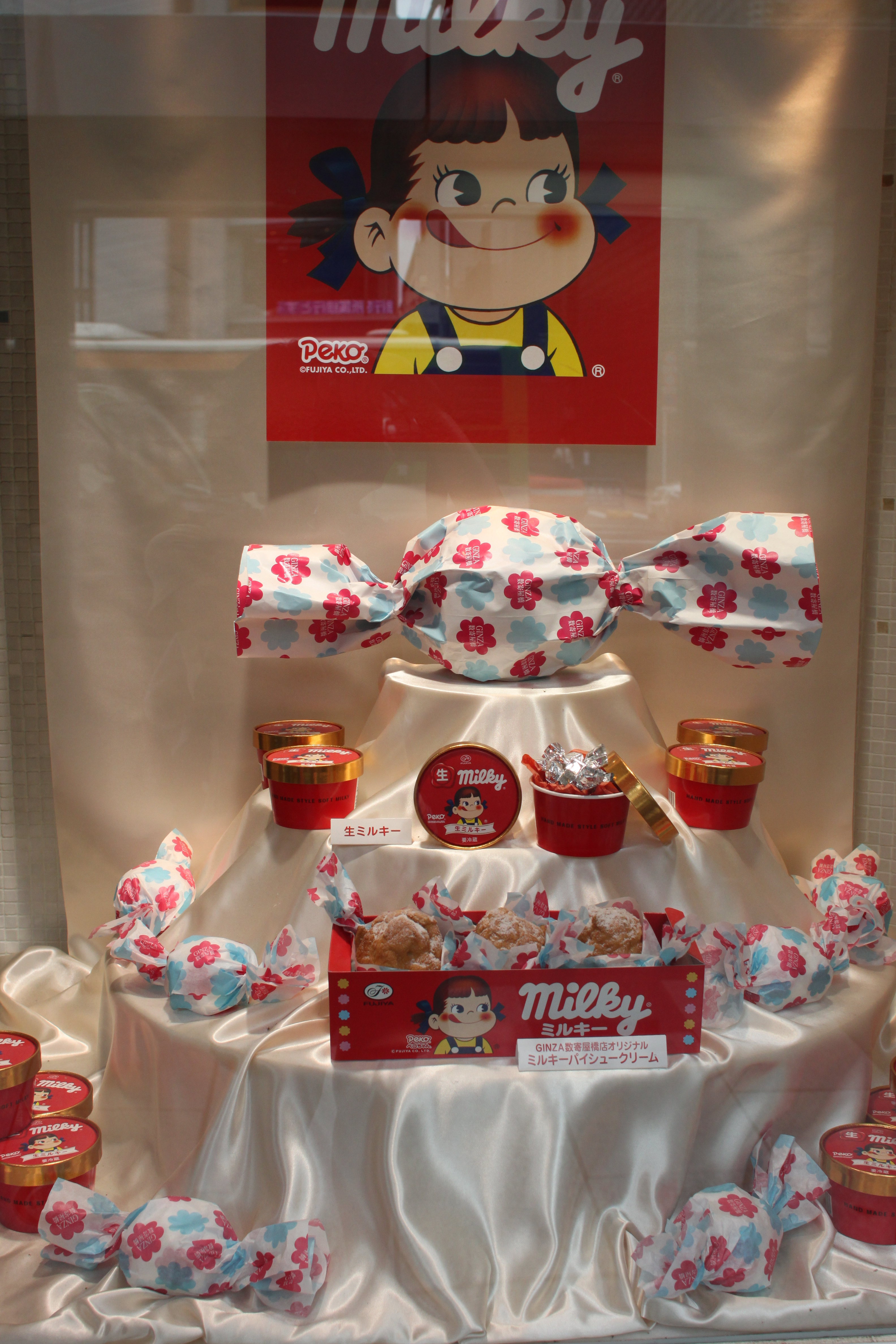
ディスプレイ

ペコちゃんのプロフィールは次のようになっている。
- 出身：地球上のどこかにある夢の国
- 名前の由来：仔牛を表す東北方言「ベコ」から。舌なめずりをしているところから、「腹ペコ」から由来したという説は誤り。
- 年齢：永遠の6歳 - 1950年（昭和25年）生まれ。
- 性別：女の子
- 身長：100cm
- 体重：15kg
- 体形：バスト58cm、ウエスト55cm、ヒップ63cm
- 好きな遊び：野球、ホッピング
- 好きな動物：子犬

一方、ポコちゃんのプロフィールは次のようになっている。
- 年齢：永遠の7歳 - 1951年（昭和26年）生まれ、ミルキー発売と同時に。
- 名前の由来：幼児を表す室町時代の古語「ぼこ」を西洋風に
- 性別：男の子
- 身長：100cm

ペコちゃんが舌を出しているのに対してポコちゃんは出していない。また2人の共通の友達として、Dog（ドッグ）という名の犬（オス）がいる。ドッグもペコちゃん同様に舌を出している。向きはポーズにより異なる。キャラクターの誕生は1995年とペコちゃん・ポコちゃんに比べて遅い。
台湾ではPekoとローマ字で書かれる他、俗に「ミルキー」との関連で「牛乳の女の子」を意味する牛奶妹（）という呼ばれ方もしている。また、ポコちゃんを兄と解釈し、二人で牛奶兄妹と呼ばれることもある。
2009年現在のペコちゃん人形は高さ110センチメートル、重さ11キログラム、時価4万円相当で、不二家から各店舗に1体ずつ貸与されていて、年に数件程度の盗難被害に遭うこともある。店舗によっては、浜松町駅の小便小僧像のように、季節によって衣替えをするフィギュアもある。衣替えは基本的に年8回で、衣装を担当するのはオンワード樫山。世相を反映したファッションをすることもある。
ペコちゃんの一人称は「ペコ」で、不二家の店内に置いてあるペコちゃん人形に触れると喋る。

### ペコちゃんの出身地
ペコちゃんの出身地は、公式のプロフィールでは「地球上のどこかにある夢の国」となっているが、実は北海道八雲町の出身ではないかという都市伝説があるとされている。
きっかけはペコちゃんをテーマにした本の一説であり、それによると、八雲町で北海道で初のカフェを営んでいた人物が「あすなろ牧場」にオーバーオール姿で髪にリボンを飾った女の子を見かけたことから、その女の子をモチーフにキャラクターを作ろうという提案し、ペコちゃんが誕生したというもの。その人物は三井物産と関係があった人物であるといわれている。
しかし、これを基に八雲町が調査した結果、「あすなろ牧場」は実在しなかったとのこと。それに不二家側も「そのような事実は確認できていません。あくまでも八雲町に残る昔話であると考えています」としており、いまでは社長がペコちゃんを考えたとなっており、真相はわかっていない。

## 歴史
不二家創業者の藤井林右衛門と息子の誠司は「ミルキー」発売に際して、母親や子どもたちに親しみやすい可愛いキャラクターをと考え、女の子のキャラクターを使うことを思い付く。同社は戦前から出していた「フランスキャラメル」のパッケージにリアルな外国の少女のキャラクターを使用していたが、「ミルキー」は「フランスキャラメル」よりも対象年齢を低く設定していたため、単純で分かりやすいデザインを志向した結果生まれたのがペコちゃんだった。一方でペコちゃんよりも先に存在していた、アメリカのゼネラルフーズ社のオレンジジュース「バーズアイ」のキャラクター「メリーちゃん」（Merry）とデザインが酷似していることも知られている。誕生当時の1950年には名前がなかった。また年齢は1958年12月12日の懸賞公募キャンペーン「ペコちゃんいくつ？」で決定された。なおこの時の1等賞品は日野ルノーだった。ペコちゃん・ポコちゃんは、漫画家の夢野凡天がデザインした。

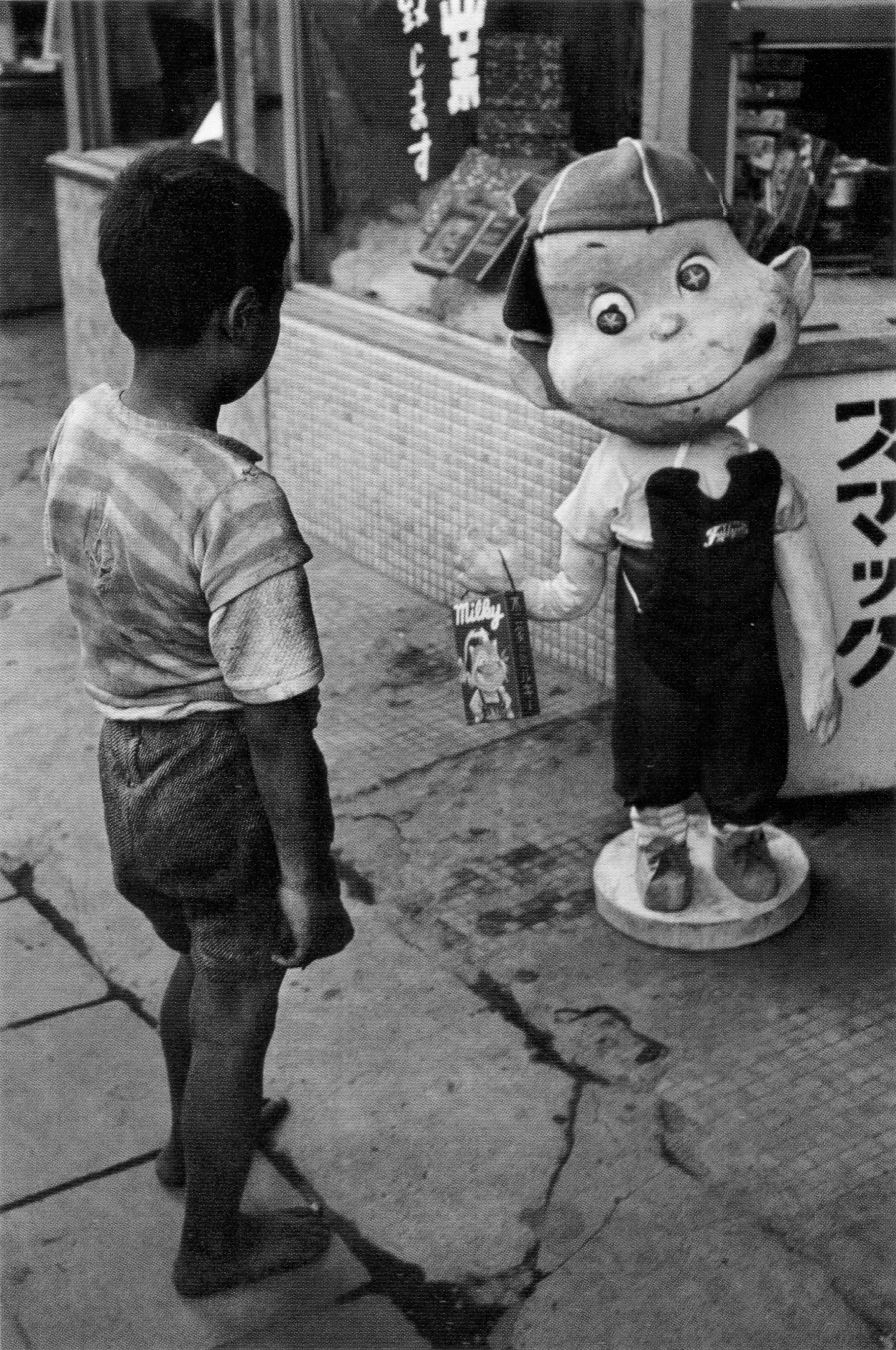
ペコちゃん人形とペコちゃんの持っているミルキーを狙う戦災孤児 (1950年、銀座、撮影:田沼武能)

ペコちゃん人形が不二家の店頭に置かれるようになったのは1950年前後からで、第1号の人形は、日劇の大道具スタッフの手によって作られた。当時は張り子で作られており、ポコちゃんの人形も見受けられた。1960年頃からプラスチック製の人形が置かれるようになった。当初はパンツを穿いていなかったが、スカート姿の路上ドールが子供からたびたびスカートをめくられるため、のちにパンツを穿くようになったと言われている。1961年には月刊誌『ペコちゃん』（少年画報社）が創刊され、1976年と2012年には南極観測隊とともに昭和基地へ行ったこともあった。デザインも時代により変化しており、赤のオーバーオールが1970年代になるとややスリムになった。その後1990年代にピンクのサスペンダースカートにいったん変更され、2007年に再びオーバーオールに戻った。
ペコちゃんの舌の向きは当初は複数のイラストレーターが描いていたために一定していなかったが、1968年頃から左に揃えられた。また「ミルキー」ブランドのペコちゃんは1970年代まではデザインに差異があったが、1980年代に入ると「ペコマニュアル」が作成され、「ミルキーペコ」は青いオーバーオールとリボンに黄色いシャツ、胸から上のみなどと定型化され、それ以外のペコちゃんのデザインにも一定の指針が設けられた。
2015年7月11日から9月13日までの期間、平塚市美術館で「ペコちゃん展」が開催される。
2020年11月に行われた日本リサーチセンターによるキャラクター調査によると、認知度ではソフトバンクの白戸家（お父さん犬）やヤンマーのヤン坊・マー坊などを抑えて1位、好感度でも日本放送協会（NHK）のチコちゃんに次いで2位と高い支持を得ている。

## ペコちゃん焼
1969年発売開始。発売当初は全国10店舗以上で販売されていたものの、やがて取り扱う店舗が減少し、2010年現在は東京都新宿区神楽坂の不二家飯田橋神楽坂店でのみ売られている。ペコちゃんの顔をした焼き菓子の一種で、食感は人形焼よりも今川焼きに近い。2005年以降はポコちゃん焼も登場している。独特な形状をしておりまた黒目がないことから「ホラー」と形容されることもある一方で、形状を模したキーホルダーも発売されている。
2007年に不二家が期限切れ原材料使用問題を起こした際にはペコちゃん焼は同店独自で調達した材料のみを使用して製造していたことから他の菓子類とは異なり販売を継続していた。しかし1月15日に行われた社長会見の内容が神楽坂店店主の満足の行く内容ではなかったため、同店は同日よりペコちゃん焼の販売を自粛した。その後販売再開の要望が寄せられたことや不二家改革に向けて一定の見通しが立ったことなどから3月5日に販売を再開した。

## サブカルチャーとの関連
不二家の時間
TBS系の不二家一社提供枠で、1965年8月 - 1969年3月の間、テレビアニメ『オバケのQ太郎』、『パーマン』、『怪物くん』のオープニング・エンディングにおいて、それぞれの主人公キャラクターと共演している。特に『パーマン』のエンディングでは、ペコちゃんがパーマン1号と主題歌をデュエットしていた。また1965年にクリスマスケーキの販売促進用として製作された、不二家の非売品ソノシート『ホームスィートクリスマス』には、Q太郎（声優：曽我町子）とポパイ（声優：浦野光）とペコちゃん（声優：斉藤尚子）が歌う『ジングル・ベル』が収録されている。
なお現在『怪物くん』は、1999年にビーム・エンタテインメントから発売された「東京ムービー アニメ主題歌大全集」（LD・VHS）と、2010年にキングレコードから発売されたDVD-BOXに、OP・EDでの怪物くんとの共演シーンが見られ、『パーマン』も「〜大全集」にはEDでの共演シーン（OPは当該部分をカット）が、2014年発売のDVD-BOXにはOP・EDの共演シーンが収録されたが、『オバQ』は「〜大全集」には共演場面を削った16mmフィルム版が収録され、これ以外のビデオソフトも発売されていないため、現在共演場面は見られない。
東急デハ200形電車
東急玉川線にかつてあった車両で、その形状から「ペコちゃん」との愛称で呼ばれた。
「ペコちゃんの歌」（作詞：麻衣・作曲・編曲：久石譲・歌：森高千里）
2010年、不二家の創業100周年記念ソングとして発表された。同社の企業イメージCMで放送されている他、全国の店舗にてCDが発売されている。
折田先生像
折田先生像は京都大学の風物詩の一つ。2007年2月下旬、ポコちゃんの像が何者かによって設置された。
ハローキティ
ペコちゃんとのコラボレーションに参加した。
宇野実彩子
自らのキャラクター「UNOッコリー」は、ブロッコリーとペコちゃんのコラボレーション。2011年10月、アジア・ソング・フェスティバルの記者会見で新たなコラボレーション人形を披露。2013年、「ペコちゃんを探してますキャンペーン」に参加、ペコ・ポコ・Dogとのコラボレーショングッズを発売、PEKO×UNOバースデーコラボ記念イベント「UNOと夏の想い出を作ろう！」を開催した。
阪神タイガース
2016年に阪神タイガースとのコラボ商品「ミルキー（ペコ＆タイガース）」が大阪府・京都府・兵庫県の関西2府1県で発売された。